# Jacmel
Jacmel er en by i det sydlige Haiti, med et indbyggertal (pr. 2003) på cirka 40.000. Byen er hovedstad i departementet Sud-Est og regnes for landets kulturelle hovedstad.
18°14′N 72°32′V / 18.233°N 72.533°V
- Wikimedia Commons har flere filer relateret til Jacmel